# Loingau

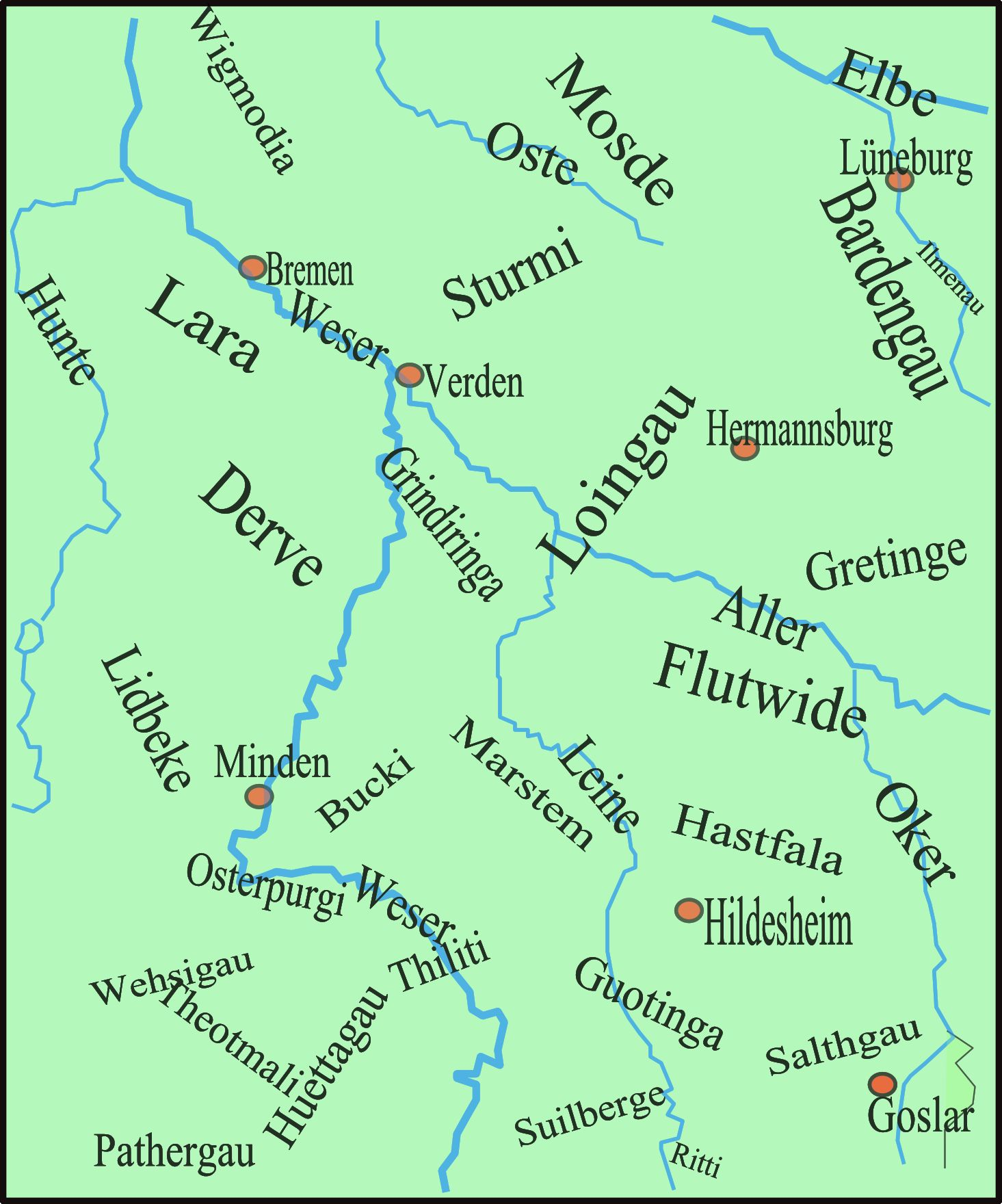
Der Loingau und die umgebenden Gaue im Stammesherzogtum Sachsen um 1000

Der Loingau ist das Gebiet zu beiden Seiten von Böhme, Örtze, Unteraller und Leine, zwischen Rethem, Stellichte, Timmerloh, Hermannsburg und dem Steinhuder Meer im Süden. Er gehörte zur ehemaligen Diözese Minden und umfasste Teile des Landkreises Celle und der ehemaligen Landkreise Fallingbostel, Soltau und Burgdorf.

## Geografie
Der Loingau ist seit 835 immer wieder urkundlich belegt. Bezeichnet wird damit der Amts- und Machtbereich eines Grafen seit der fränkischen Landnahme. Bei der Beurkundung von Orten im Loingau mit dem Attribut „in pago [=Gau, lat.] Loingo“ wird dieser Gau als territorialpolitische Raumeinheit belegt. Keseberg listet charakteristische Siedlungs- und Ortsnamen auf, die sich um die Gohstätte, den Gohberg zwischen Uetzingen und Honerdingen ermitteln lassen.

„[Wir müssen feststellen,] dass dieser Großgau mehrere und auch unterschiedliche Siedlungslandschaften umschließt. Im Westen die Böhmelandschaft mit der Heidmark, im Osten die Örtzelandschaft um Hermannsburg und das Meißetal um Bergen und im Süden die untere Leinelandschaft.“

Im Loingau finden sich viele geografische Bezeichnungen mit dem Bestandteil „Loh“, wie in Lohheide. Lohin-gao bedeutet also Waldgau.

### Abgrenzung vom Leinegau
Wenn man Loingau von „loh“, also „Wald“ ableitet, ist Loingau nicht gleichzusetzen mit „Leinegau“, benannt nach dem Fluss „Leine“. Köbler teilt in einen unteren Leinegau und einen oberen Leinegau. Gustav Droysen spricht nur von einem Lohingao. Aber auch bei ihm taucht der Name Logiga für die Leine auf. Sie verläuft zwischen den Gauen Maerstem (Marstemgau) und Flutwide (Flutwidde). Keseberg setzt den Loingau ab vom Leinegau bei Göttingen.

## Geschichte
„So ist der Loingo keine naturräumliche Einheit, sondern ein künstliches staatspolitisches Gebilde, welches bei der Errichtung fränkischer Grafschaften durch Karl den Großen entstanden ist.“

Die Grenzen des Loingaus werden nach Keseberg auch durch mundartliche Grenzen (etwa des niederdeutschen mi/mik für mich und di/dik für dich) festgelegt. Der Loingau war im Mittelalter ein Sprengel des Bistums Minden. Er ist demnach von dort aus missioniert worden. In Ahlden entstand ein Haupthof des Bischofs von Minden, und von dort aus wird später die Missionierung des Loingaus fortgesetzt sein. Eine zweite Missionswelle nahm ihren Ursprung von dem 822 gegründeten Kloster Corvey an der Weser aus. Die Orte Alt- und Kirchwahlingen, Fallingbostel und Walsrode gehen nach Keseberg auf einen der Gründer des Klosters Corvey, Wala und dessen Nachkommen, zurück.

„Die im Lohingo errichteten kirchlichen Stiftungen sind Eigenkirchen vornehmer Geschlechter. Erste Missions- und Taufkirche ist die von Meginhard gegründete und dem St. Georg geweihte Kirche zu Meinerdingen. … Die fränkische Besetzung des Sachsenlandes vollzog sich durch die Übertragung der Grafengewalt entweder an sächsische Goherrn des Landes, die sich dem fränkischen Herrscher unterwarfen und das Christentum übernahmen, oder durch Übernahme geherrschaftlicher Gewalt durch fränkische Große.“

Der fränkische Großraum erhielt den Namen Loingo nach dem sächsischen Lohingo. Die sächsische Gohordnung wurde weiter angewandt – allerdings übernahm der Gaugraf den Vorsitz im Gohgericht.
In schriftlichen Urkunden kommt in den Berichten von den Wunderheilungen am Grab Willehads (des Bischofs von Bremen 860) der Name vor: „Im Dorf Büchten in Loinga (Gebiet an den Unterläufen der Allerzuflüsse Leine und Böhme) war eine Frau mit Namen Siberin an allen Gliedern geschwächt ihre Gesundheit wurde vollständig wiederhergestellt.“
In einer Urkunde aus dem Jahre 1069 wird von der Äbtissin der Quedlinburger Kirche Adelheid dem Herzog Magnus der Schutz über den Hof Soltau, der im Gau Loinge liegt, übertragen.